# The Transformers (videojuego de 1986)
The Transformers es un videojuego de plataformas de 1986 basado en la franquicia Transformers desarrollado por Denton Designs y publicado por Ocean Software para Sinclair Spectrum y Commodore 64.

## Jugabilidad
En el juego, los Autobots están buscando cuatro partes de un cubo de energon que se han esparcido por una ciudad, que consta de varias plataformas y escaleras. Los Decepticons también están buscando el cubo de energon y destruirán a los Autobots para recuperarlo.
El jugador controla cinco Autobots: Optimus Prime, Hound, Jazz, Mirage y Bumblebee, uno a la vez. Cuando no están en uso, los Autobots se esconden en cápsulas de defensa; mientras están dentro de estas cápsulas no pueden sufrir daño y recargan lentamente su energía. Los Decepticons están representados por Megatron, Soundwave, Starscream, Buzzsaw, Skywarp, Laserbeak, Ravage, Frenzy y Rumble. Los Decepticons pueden regenerarse y no transformarse.
Cada Autobot tiene tres atributos (escudos, poder y armas) y cada personaje los tiene en diferentes distribuciones (Optimus Prime tiene una calificación de poder alta, escudos promedio y armas bajas, mientras que Mirage tiene una calificación de armas alta pero poder y escudos más bajos).
Cada personaje puede transformarse entre su forma de vehículo y robot mirando hacia adelante y presionando el botón de disparo. A diferencia de la caricatura, todos los Autobots pueden volar mientras están en forma de robot, aunque viajan más rápido usando sus modos de vehículo. Salirse del final de las plataformas o chocar contra objetos estacionarios hará que el personaje muera.

## Recepción
El juego ha recibido críticas mixtas: Sinclair User le dio al juego 4 estrellas de cinco, mientras que Your Sinclair le dio 6/10 y Crash le dio 60%.
Max Phillips de Your Sinclair dijo que el juego era "elegante pero nada nuevo, los controles del teclado son horribles y la carátula del cassette es diabólica" mientras que John Gilbert de Sinclair User dijo "Transformers es un juego en el que una puntuación alta es muy importante, y estoy seguro de que una vez que hayas encontrado el cubo de energía, aún disfrutarás de una pelea con los Decepticons".
Cuando se le preguntó, en una entrevista con Julian Rignall de Crash, con cuál de sus juegos estaban menos satisfechos, Ally Noble, uno de los desarrolladores de The Transformers admitió que fue "definitivamente Transformers... es realmente una cosa personal, a todos nos gustan productos diferentes, pero creo que Transformers fue una vergüenza".